# وایت هورس، شهرستان لنکستر، پنسیلوانیا
وایت هورس (به انگلیسی: White Horse) یک منطقهٔ مسکونی در ایالات متحده آمریکا است که در شهرستان لنکستر، پنسیلوانیا واقع شده‌است.